# Brig o’ Doon
Die Brig o’ Doon, auch Old Bridge of Doon oder Tam o’ Shanter’s Brig, ist eine ehemalige Straßenbrücke in der schottischen Stadt Alloway in der Council Area South Ayrshire. Das heute nur noch von Fußgängern genutzte Bauwerk wurde 1971 in die schottischen Denkmallisten in der höchsten Denkmalkategorie A aufgenommen.

## Geschichte

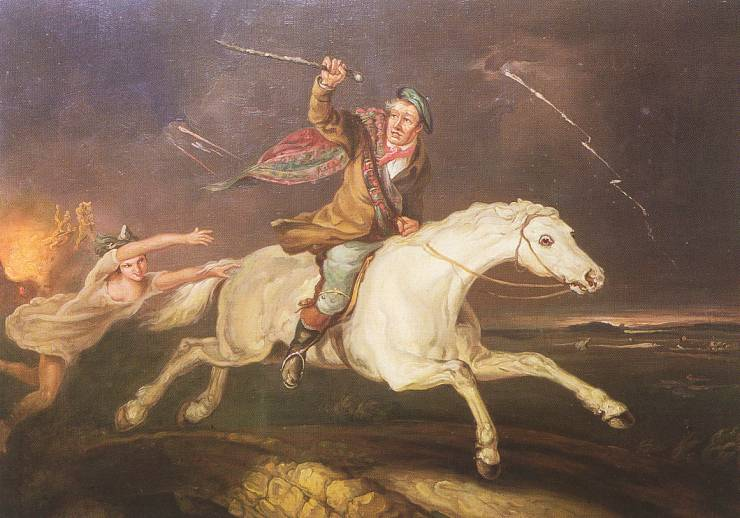
Künstlerische Darstellung von Tam o’ Shanter auf der Brücke

Wann genau die Brücke erbaut wurde, ist nicht abschließend geklärt. Obschon sie wohl erstmals 1512 schriftlich erwähnt wurde, geht man von einem Bau im 15. Jahrhundert, wahrscheinlich um 1460, aus. 1593 soll sie sich in einem ruinösen Zustand befunden haben. In den Jahren 1832 und 1978 wurde die Brig o’ Doon restauriert.
In dem bekannten Gedicht Tam o’ Shanter des Poeten Robert Burns ist die Brücke erwähnt. Der Protagonist rast verfolgt von Geistern und Hexen aus der Alloway Auld Kirk auf die Brücke zu. Diese bedeutet seine Rettung, da er glaubt die Kreaturen könnten diese nicht überqueren. (Lauf Meg, es gilt des Tammie Glück! Gewinne nur die schmale Brück’! Dort blase ihnen in’s Gesicht, Sie dürfen über’s Wasser nicht!)

## Beschreibung
Die Brig o’ Doon ist eine Steinbogenbrücke, die den Doon am Südrand von Alloway mit einem steilen Bogen quert. Für ihr Baujahr ist die lichte Weite des Segmentbogens mit 21,9 m verhältnismäßig groß. Die lichte Höhe beträgt 7,9 m. Das Mauerwerk besteht aus Bruchstein mit ausgemauertem Bogen. Beidseitig begrenzen Steinbrüstungen die Fahrbahn. Auf beiden Seiten führt eine weite, sich verjüngende Auffahrt mit geschwungener Brüstung zur Brücke hin. Die Brig o’ Doon ist heute für den Verkehr gesperrt und nur noch eine Fußgängerbrücke.